# Keima Futsal
O Keima Futsal, é um clube de futsal brasileiro da cidade de Ponta Grossa, Paraná. Suas cores são o Preto e o Branco, a equipe manda seus jogos no Ginásio Oscar Perreira com capacidade para 3.500 pessoas.
Atualmente, disputa o Campeonato Paranaense de Futsal Chave Ouro.

## História
O Keima Futsal foi fundado oficialmente  no ano de 2011, através de um grupo de investidores e dirigentes que sempre estiveram envolvidos com o futsal pontagrossense. O principal impulsor do projeto é o Lojão do Keima, patrocinador máster do clube e maior financiador.
A primeira competição foi no ano de 2010, quando disputou a Chave Bronze, ainda como Pontasul, o resultado não poderia ser melhor, já  que fatura o primeiro título da sua história. Já na Chave Prata 2011, o objetivo era o acesso à elite do futsal paranaense, sob essa premissa faz ótimos investimentos no grupo de atletas e alcança o esperado objetivo, após o vice-campeonato da divisão de acesso do estadual.
Posteriormente, na disputa da Chave Ouro 2012, a recém  promovida agremiação faz um  bom papel, chegando as quartas de final. Foi a primeira vez em 18 anos, que Ponta Grossa voltou a ter um representante com chances de conquistar o título, apesar de ser derrotado pelo Cascavel, a campanha foi muito festejada na cidade.
Na temporada seguinte, o Keima tinha a ambição de conquistar o Campeonato Paranaense, apoiado nisso formou um dos melhores e mais caros elencos do estado, sendo considerado pela crítica como forte candidato ao título. Entretanto, não obteve resultados satisfatórios, e acabou eliminado nas semifinais da Ouro 2013, e ao término do torneio seu principal investidor o empresário Tércio Miranda, aventou a possibilidade de encerrar as atividades do clube, entretanto, Tércio desistiu da ideia, e garantiu a presença da equipe em 2014, após firmar parceria como o Operário Ferroviário Esporte Clube.

## Títulos

### Estaduais
- Campeonato Paranaense de Futsal Chave Bronze: 1 (2010)

### Campanhas de Destaque
- Vice-Campeão Campeonato Paranaense de Futsal Chave Prata: 2011